# まもるくん (高知建設業協会)
まもるくんは、高知県建設業協会のCMキャラクターとして誕生し、坂本龍馬をモチーフにしたマスコットキャラクター(ゆるキャラ)である。

## プロフィール
- 性別 - 男の子
- 誕生日 - 11月18日（土木の日と同じ）
- 学年 - 小学校1年生
- 好きなもの - おおきな道や建物、防災施設
- 苦手なもの - 地震、台風

地元高知と竜馬をこよなく愛する小学一年生。
建設業に従事する父親の影響で、建設業に強い憧れを抱き、大きな建物や道が大好き。
自分も大きくなったら建設マンになりたいとの思いから、毎日安全ヘルメットをかぶっている。
建設現場で働く人を見るたびにヒーローを見るように興奮してしまう。
ヘルメットの耳は母親が「子どもらしく」との思いから付けていて、本人もお気に入り。

## 概要
2015年に高知県建設業協会のCMキャラクターとして誕生。その後、2016年高知県建設業協会のマスコットキャラクターとして、ホームページやコマーシャル、広報誌などに登場している。

## ゆるキャラグランプリ
ゆるキャラグランプリは、2016年4月現在、2015年に出場。
2015年は、総合494位。企業・その他169位を記録した。